# 赤源县
赤源县，旧县名。中国共产党在革命根据地两次设立。

## 陕北的赤源县
1934年12月，中共陕北特委决定将安定县改为赤源县，安定县委同时改称中共赤源县委。赤源县苏维埃政府为陕北第一个县苏维埃政府。机关驻李家岔镇龙嘴河。县委书记魏怀礼/李景鹰，副书记唐洪澄。
- 四区即李家岔地区
- 六区即青阳岔、店家城一带。

1936年2月，中共陕北省委决定赤源县和瓦窑堡市合并恢复为安定县，安定县委驻甄家沟。李合邦、杨成森先后任县委书记。

## 晋察冀边区的赤源县
1944年10月晋察冀边区平北抗日根据地的平北地委在察哈尔省的龙（关）崇（礼）赤（城）联合县，分建为二个联合县。以崇礼县一、八、九区(门扇川、刷子沟、狮子沟、谷嘴窑一带)、赤城县、沽源县部分地区析置赤源联合县。赤源联合县抗日民主政府控制了沽源莲花滩、西辛营部分地区。1945年6月中共平北地委将赤源县划归赤城、沽源、张北三个县，但未组织具体办事机构，县政府驻地，区划界线未定。